# Gorgonorhynchus repens
Espèce
Gorgonorhynchus repens est une espèce de vers marins de la famille des Gorgonorhynchidae.

## Répartition et habitat
Gorgonorhynchus repens se rencontre dans l'océan Pacifique dans les eaux peu profondes, soit posé sur le sol, soit creusant des tunnels pour s'y enfouir.

## Description
Gorgonorhynchus repens mesure jusqu'à 50 mm non étiré. Son corps, cylindrique, présente des extrémités coniques et est d'une couleur orangée.
Les vers à proboscis sont connus pour leurs proboscis réversibles, mais dans la plupart des espèces, ils sont sans ramifications et cylindriques, ou dotés d'une extrémité pointue parfois venimeuse. Dans un petit nombre de cas, des ramifications existent, mais elles sont courtes et le probocis ressemble à une plume. Dans le cas de G. repens, le proboscis à une structure à ramifications denses ressemblant presque à un nuage de mucus.

## Écologie
Les vers proboscis sont en général des prédateurs, piégeant ou empalant leurs proies. Lors de sa découverte, les zoologistes ne comprenaient pas bien comment cette espèce se nourrissait ; le proboscis ressemble aux tentacules des concombres de mer. Il est maintenant accepté que le proboscis est éjecté comme un harpon collant pour piéger les proies telles que des mollusques ou des vers. Il est ensuite rembobiné, trainant la proie vers la bouche pour être avalée. Le ver utilise également le proboscis pour se défendre lorsqu'il est agressé.

## Classification
Le nom valide complet (avec auteur) de ce taxon est Gorgonorhynchus repens Dakin & Fordham, 1931,.

### Publication originale
- (en) William John Dakin et Mahalah G. C. Fordham, « A New and Peculiar Marine Nemertean from the Australian Coast », Nature, NPG et Springer Science+Business Media, vol. 128, no 3236,‎ 7 novembre 1931, p. 796 (ISSN 1476-4687 et 0028-0836, OCLC 01586310, DOI 10.1038/128796B0, lire en ligne).